# 九之七
零一号联合矩阵第三小队九之七（Seven of Nine, Tertiary Adjunct of Unimatrix Zero-One），常被简称为九之七或七，是《星际旅行》虚拟宇宙中的一名虛構人物。在电视系列剧《星际旅行：》中由洁丽·雷恩扮演。她是在该剧第三／四季中的两集《蝎与狐》中引入剧情的。

## 概览
安妮卡·汉森于2348年（星历25479）出生于Tendara殖民地。她的双亲是马格努斯·汉森与埃琳·汉森。她最喜爱的颜色是红色。
九之七唯一一位确定还健在的亲戚是她在地球上的姑姑艾琳·汉森。艾琳说九之七小时候爱吃土司夹草莓果酱：如果安妮卡生闷气待在房间不肯出来时，他们往往是用土司夹草莓果酱将她哄出来。
安妮卡的父母是一对特别的联邦科学家，曾提出过许多颠覆传统的理论和研究方法。24世纪50年代，他们驾驶着小型联邦船只渡鸦号（USS Raven）从深空四号星站出发，举家前往第四象限研究博格人。
汉森夫妇曾跟踪一艘博格方块长达三年，并使用许多自行研发的巧妙科技，混上博格方块近距离研究博格人。
2356年，在安妮卡七岁生日当晚，一场离子风暴损坏了渡鸦号的多适应性护盾，护盾总共离线长达13.2秒。博格人因此发现並入侵了渡鸦号，汉森夫妇與他们的女儿安妮卡三人均被同化，他们是首批遭到博格人同化的人类。此后安妮卡在博格集合体中长大，她的博格编号为零一号联合矩阵九之七。
2373年末到2374年初之际，迷途在第四象限的联邦星舰航海家号驶经博格星域，此时博格人正与8472种族恶战中。在这种始料未及的特殊情况下，航海家号的凯瑟琳·珍妮薇艦長决定暂时与博格人合作，博格於是派出一個个体作为博格集合体的代表与航海家号接触，这名个体正好就是九之七。
珍妮薇协助博格人击退了8472种族的进攻；此后九之七企图同化航海家号，但珍妮薇艦長事先暗中要求查克泰副艦長待命，用心靈融合探測九之七內心的人類記憶使其分心，而被航海家号的船员阻止。
九之七与博格集合体的连接被航海家号的船员中断，珍妮薇也从联邦数据库中发现九之七是当年被同化的汉森家成员，决定要把她带回地球。
对从小在集合体中成长的九之七而言，航海家号上的组织、社会、文化是极端无法适应的。但在历经多次波折后，九之七终于适应了正常人类的生活。航海家号的总医官医生负责教导九之七社交的技巧，珍妮薇舰长与其他船员也对九之七恢复人性的课题下了不少功夫。
九之七习惯别人称呼她为九之七或七，而非使用本名——安妮卡·汉森。九之七身上有许多博格植入物，是当年被同化时植入的，其中某些甚至已经取代她原本的生理机能，成为不可移除的零件。
九之七恢复成人类之后依然改不了许多博格习惯，例如凡事追求效率与完美，全时间工作，严肃、高傲、没礼貌等。然而随着时间推移，九之七渐渐恢复了人类的习惯：学会了休闲、聊天、交友、浪费时间、烹饪、追求兴趣，甚至有了幽默感。之后她与异性约会、交往，与航海家号的大副查克泰还发展出了恋情。一位船員的小孩Naomi Wildman在深入認識九之七後，和她以家人相稱。
九之七是航海家号上的一名特殊成员——她没有正式的官衔，但卻对航海家号非常重要。航海家号曾遇到多次的极端险境，是在九之七的帮助之下才得以脱险，因為九之七記憶中擁有同化時從博格資料庫獲得的豐富資料，不論是外星種族的習性或科技優勢等，皆對艦上船員的決策有極大幫助，而她的身體感官也可以藉由調整身體內的植入物來強化功能。除此之外，她在艦上上層甲板打造了一座天體實驗室，可使用超長距離掃描及高速的電腦運算來避開危險。她還協助用部分博格科技改造航海家號，以及船員們特製的先進太空梭德爾他飛艇(Delta Flyer)。
同时，九之七人性恢复的例子给了所有遭博格人同化之人的家属，重新燃起了一线希望。